# Хопёрское (местонахождение)
Хопёрское — палеонтологическое местонахождение в окрестностях одноимённого села в Балашовском районе Саратовской области, расположенное на левом берегу реки Хопёр. Отложения местонахождения относятся к верхнему мелу, предположительно к сеноманскому ярусу. Из этих отложений описаны ископаемые остатки ихтиозавров (Ichthyosauria) неопределённого таксономического положения.
Геологический разрез, а также условия залегания и захоронения остатков, неизвестны. 

## Ископаемая фауна

### Ихтиозавры
- Ichthyosauria indet.